# Bandiera di Cúcuta
La bandiera di Cúcuta è la bandiera simbolo della città colombiana di Cúcuta, nel dipartimento di Norte de Santander.

## Caratteristiche
Presenta due strisce orizzontali equidistanti: una nera nella parte superiore e una rossa in quella inferiore. Durante gli eventi ufficiali del Comune di Cúcuta, lo Stemma di Cúcuta è posto al centro della bandiera.

## Storia
Questa bandiera ha fatto il suo debutto il 20 dicembre 1928 nella città di Cali, in Colombia, durante l'inaugurazione della Prima Olimpiade Nazionale. Il portabandiera fu Néstor Perozo, accompagnato da alcuni calciatori del Cúcuta Deportivo F.C. La presentazione della bandiera fu un momento di grande commozione per le persone, in quanto le stesse pensarono che lo stendardo fosse nato come una forma di protesta. Si pensava infatti che il motivo fosse onorare la memoria dei raccoglitori di banane, i Bananeros, assassinati durante il Dramma della Ciénaga o il Massacro delle Bananeras avvenuto pochi giorni prima, il 6 dicembre 1928. Questo evento lasciò sgomento la città in quanto furono assassinati più di 100 Bananeros del fiume Magdalena.
Tuttavia la vera ragione fu la seguente: gli sportivi scelsero il rosso e il nero per onorare il ciclista Ciro Cogollo, assassinato a Cúcuta il 2 dicembre 1928. Lo sportivo fu sorpreso nella propria abitazione prima di poter partire verso Cali assieme alla selezione ciclistica locale.
Quando la selezione ciclistica arrivò all'evento, si rese conto che tutte le squadre avevano delle bandiere che le rappresentavano. Decisero quindi di rimediare il denaro necessario per comprare due pezzi di tessuto: uno rosso e uno nero, che in seguito unirono. All'inaugurazione le persone pensarono si trattasse di una forma di protesta contro il Massacro delle Bananeras, e questa tesi prese ancora più piede quando i ciclisti si rifiutarono di dare una spiegazione alla nascita della bandiera. 
Il mito venne sfatato nel 1940, quando gli stessi sportivi decisero di raccontare la vera storia dietro la creazione della stessa. Quasi 50 anni dopo, Il 3 maggio 1988, il Sindaco di Cúcuta Carlos A. Rangel decise di ufficializzarla come bandiera della città.